# Рагби јунион репрезентација Филипина
Рагби јунион репрезентација Филипина је рагби јунион тим који представља Филипине у овом екипном спорту. Дрес Филипина је плаве боје, а капитен је Оливер Саундерс. Највећу победу репрезентација Филипина је остварила 2008. над репрезентацијом Брунеја, било је 101-0. А највећи пораз репрезентација Филипина доживела је 2013. када их је декласирала Рагби јунион репрезентација Јапана са 121-0.

## Тренутни састав
Мет Белени
Мајкл Духиг
Аустин Даканај
Џејми Урикво
Џејк Вард
Стивен Ховарт
Крист Хич
Тери Карол
Џејк Летс
Џејмс Прис
Герет Холгејт
Џастин Конвеј
Џо Метјус
Патрис Оливиер
Мет Саундерс
Мајкл Летс - капитен
Александер Аронсон
Даран Сето
Дејвид Фени
Џеф Грегсон